# Baluba parallela
Baluba parallela är en insektsart som beskrevs av Nielson 1979. Baluba parallela ingår i släktet Baluba och familjen dvärgstritar. Inga underarter finns listade i Catalogue of Life.